# Themacrys silvicola
Themacrys silvicola är en spindelart som först beskrevs av Lawrence 1938.  Themacrys silvicola ingår i släktet Themacrys och familjen Phyxelididae. Inga underarter finns listade i Catalogue of Life.